# ويليام سنكلير
ويليام سنكلير (13 أبريل 1846 في أستراليا - 28 نوفمبر 1869) (بالإنجليزية: William Sinclair)‏ هو لاعب كريكت أسترالي.